# Rajd Volán 1976
Rajd Volán 1976 (8. Volán Rallye 1976) – 8. edycja rajdu samochodowego Rajd Volán rozgrywanego na Węgrzech. Rozgrywany był od 28 do 29 maja 1976 roku. Rajd był pierwszą rundą Rajdowego Pucharu Pokoju i Przyjaźni w roku 1976 oraz drugą rundą Rajdowych Mistrzostw Węgier w roku 1976.

## Klasyfikacja rajdu
| Miejsce                                  | Kierowca                       | Pilot                          | Samochód                          | Czas                           | Strata                         |                                |
| Klasyfikacja generalna i RPPiP           | Klasyfikacja generalna i RPPiP | Klasyfikacja generalna i RPPiP | Klasyfikacja generalna i RPPiP    | Klasyfikacja generalna i RPPiP | Klasyfikacja generalna i RPPiP | Klasyfikacja generalna i RPPiP |
| ---------------------------------------- | ------------------------------ | ------------------------------ | --------------------------------- | ------------------------------ | ------------------------------ | ------------------------------ |
| 1.                                       | Błażej Krupa                   | Piotr Mystkowski               | Renault 17 Gordini                | 1:01:43                        | –                              |                                |
| 2.                                       | Ilia Chubrikov                 | Pentzo Tserovski               | Renault 17 Gordini                | 1:02:32                        | +49                            |                                |
| 3.                                       | Maciej Stawowiak               | Jan Czyżyk                     | Fiat 124 Abarth Rallye            | 1:02:58                        | +1:15                          |                                |
| 4.                                       | Václav Blahna                  | Lubislav Hlávka                | Škoda 120 S Rallye                |                                |                                |                                |
| 5.                                       | János Tóth sen.                | László Faludy                  | BMW 2002                          |                                |                                |                                |
| 6.                                       | Tomasz Ciecierzyński           | Jacek Różański                 | Polski Fiat 125p 1600 Monte Carlo |                                |                                |                                |
| 7.                                       | György Antalffy                | János Tandari                  | Renault 12 Gordini                |                                |                                |                                |
| 8.                                       | Yakov Agishev                  | Mikhail Titov                  | Moskvich 412                      |                                |                                |                                |
| 9.                                       | Krzysztof Komornicki           | Janusz Wojtyna                 | Polski Fiat 125p 1600 Monte Carlo |                                |                                |                                |
| 10.                                      | Marin Velev                    | Karamfil Elenkov               | Renault 12 Gordini                |                                |                                |                                |
| Klasyfikacja Rajdowych Mistrzostw Węgier |                                |                                |                                   |                                |                                |                                |
| 1.                                       | János Tóth sen.                | László Faludy                  | BMW 2002                          |                                |                                |                                |
| 2.                                       | György Antalffy                | János Tandari                  | Renault 12 Gordini                |                                |                                |                                |